# Stratford Nationals
Die Stratford Nationals waren eine kanadische Eishockeymannschaft aus Stratford, Ontario. Die Mannschaft spielte von 1926 bis 1928 in der Canadian Professional Hockey League.

## Geschichte
Das Franchise der Stratford Nationals wurde 1926 als Mitglied der Canadian Professional Hockey League gegründet. In der Saison 1927/28 gewann die Mannschaft den Meistertitel der Canpro, zudem belegte sie 1927 und 1928 jeweils den ersten Platz nach der regulären Saison. Nach zwei Jahren wurde die Mannschaft, die in der Zeit ihres Bestehens das Farmteam der Montreal Maroons aus der National Hockey League war, bereits wieder aufgelöst.